# Chi Gõ kiến
Chi Gõ kiến, tên khoa học Picumnus, là một chi chim trong họ Picidae.

## Các loài
- Picumnus albosquamatus
- Picumnus aurifrons
- Picumnus castelnau
- Picumnus cinnamomeus
- Picumnus cirratus
- Picumnus dorbignyanus
- Picumnus exilis
- Picumnus fulvescens
- Picumnus fuscus
- Picumnus granadensis
- Picumnus innominatus
- Picumnus lafresnayi
- Picumnus limae
- Picumnus minutissimus
- Picumnus nebulosus
- Picumnus nigropunctatus
- Picumnus olivaceus
- Picumnus pumilus
- Picumnus pygmaeus
- Picumnus rufiventris
- Picumnus sclateri
- Picumnus spilogaster
- Picumnus squamulatus
- Picumnus steindachneri
- Picumnus subtilis
- Picumnus temminckii
- Picumnus varzeae